# Edith Howes
Edith Annie Howes MBE (* 29. August 1872; † 9. Juli 1954) war eine neuseeländische Lehrerin, Pädagogin und Autorin von Kinderbüchern. Sie war Mitglied des Order of the British Empire und erhielt die Krönungsmedaille von König Georg VI. für ihre Verdienste um die Literatur.

## Familie und Ausbildung
Sie wurde in London, England, als eines von fünf Kindern von Cecilia Brown und William Howes, einem Postbeamten und Buchhalter, geboren. Ihr Bruder George Howes wurde ein bekannter Entomologe.
Die Familie wanderte nach Neuseeland aus, als sie noch sehr jung war. Sie besuchte die Kaiapoi Borough School, wo sie auch später selbst Lehrerin wurde.

## Karriere als Lehrerin
1893 schloss sie ihre Ausbildung zur Lehrerin in Christchurch ab. Sie unterrichtete an verschiedenen Schulen, unter anderem in Ashburton, Wanganui und Makarewa, bevor sie 1899 Lehrerin an der Gore School wurde. Sie stieg schließlich zur Schulleiterin auf und blieb in dieser Position von 1914 bis 1917.
1917 wechselte sie an das Wellington Girls College, wo sie Leiterin der Jugendabteilung war. In dieser Position blieb sie bis 1919, als sie sich aus dem Schuldienst zurückzog.
Howe war eine frühe Befürworterin der Montessori-Methode und der Kindergartenphilosophie. Sie wurde als Bildungsreformerin bekannt und setzte sich für ein weniger institutionelles Lernumfeld mit kleineren Klassen und ruhigeren, komfortableren Klassenzimmern ein. Sie war eine Feministin, die fest daran glaubte, dass höhere Bildung für die volle Teilhabe von Frauen am gesellschaftlichen Leben unerlässlich ist.

## Karriere als Autorin
Howe begann um 1910 mit dem Schreiben von Kinderbüchern, weil sie überzeugt war, dass Geschichten und Lieder Kindern beim Lernen helfen. Obwohl sie im Genre der Märchen arbeitete, erkannte sie, dass es nicht genug schriftliches Material über wissenschaftliche Themen für neuseeländische Schulkinder gab und so legte sie Wert darauf, wissenschaftliche Informationen und Naturphänomene in ihre Bücher einzubauen. In The Cradle Ship (1922) zum Beispiel erzählte sie, woher Babys kommen, was das Buch zu einem kleinen Meilenstein in der Sexualerziehung für Kinder machte. Insgesamt schrieb sie etwa 30 Bücher, von denen die bekanntesten Fairy Rings (1911) und The Cradle Ship sind, das in mehrere andere Sprachen übersetzt wurde.
Howe schrieb auch für Erwachsene, darunter Bücher über Erziehung (Tales Out of School; The Great Experiment), Theaterstücke und ein Opernlibretto. 1928 wurde sie von Professor Francis Prendeville Wilson für den Nobelpreis der Literatur nominiert. Ihr Theaterstück Rose Lane (1936) gewann einen Preis der British Drama League.
Im Rahmen der King's Birthday Honours 1935 wurde Howes für ihre Verdienste an der Allgemeinheit zum Member of the Order of the British Empire ernannt. 1937 erhielt sie die King George VI Coronation Medal.
1941 zog sie nach Dunedin und lebte dort bis zu ihrem Tod am 9. Juli 1954.

## Publikationen
- Fairy Rings (1911)
- Where the Bell Birds Chime (1912)
- Maoriland Fairy Tales (1913)
- Stewart Island (1913)
- The Sun's Babies (1910; illustriert von Frank Watkins)
- Buttercups (1914)
- Tales Out of School (1919)
- The Singing Fish (1921)
- Wonderwings and Other Fairy Stories (1921; illustriert von Alice Polson)
- The Cradle Ship (1922; illustriert von Florence Mary Anderson)
- The Rainbow (1922)
- The Dream-Girl's Garden (1923; illustriert von Daisy Osborn)
- Tales of Maori Magic (1928)
- Silver Island (1928; illustriert von Kathleen Coales)
- Safe Going (1931)
- The Great Experiment (1932)
- The Poppy Seed: And Other Nature Stories (1943)
- Marlborough Sounds: The Waters of Restfulness
- The Long Bright Land: Fairy Tales from Southern Seas

## Referenzen
1. Murray, Heather. „Howes, Edith Annie“. Dictionary of New Zealand Biography. Ministry for Culture and Heritage. Abgerufen am 16. August 2022.
2. Stafford, Jane, and Mark Williams. Maoriland: New Zealand Literature, 1872–1914, S. 155.
3. „Edith Howes“. NobelPrize.org. Abgerufen am 16. August 2022.
4. „No. 34166“. The London Gazette (Supplement). 3. Juni 1935. S. 3611.